# Selinus University of Science and Literature
Die Selinus University of Science and Literature Ltd. ist eine weltweit operierende Titelmühle mit offiziellem Offshore-Sitz in Roseau auf der karibischen Insel Dominica im gleichnamigen Inselstaat.

## Geschäftsbetrieb
Die Einrichtung hat sich seit ihrer Gründung im Jahr 2014 auf den Verkauf von Kursen zur vermeintlichen Erlangung akademischer Grade spezialisiert.
Auf ihrer Webseite gibt sie selbst an, dass sie über keine staatliche Akkreditierung als Hochschule verfügt und es sich bei den von ihr vergebenen „Abschlüssen“ auch nicht um anerkannte akademische Grade handelt. Den „Absolventen“ sollen die verliehenen Titel vielmehr die Möglichkeit geben, ihre außerhalb des Hochschulbereichs erworbenen praktischen und persönlichen Kompetenzen in Form eines akademisch wirkenden Diploms verbriefen zu lassen.
Bekanntheit im deutschsprachigen Raum erlangte die Einrichtung im Jahre 2021, nachdem bekannt worden war, dass der Politiker Olaf Levonen (SPD) im März 2020 im Rahmen eines nur dreimonatigen Promotionsverfahrens einen vermeintlichen Doktoratsabschluss an der Selinus University erlangt hatte und in der Folge bis zur Aufdeckung der Affäre in der Öffentlichkeit mit dem akademischen Grad „Doktor“ auftrat.

### Organisation

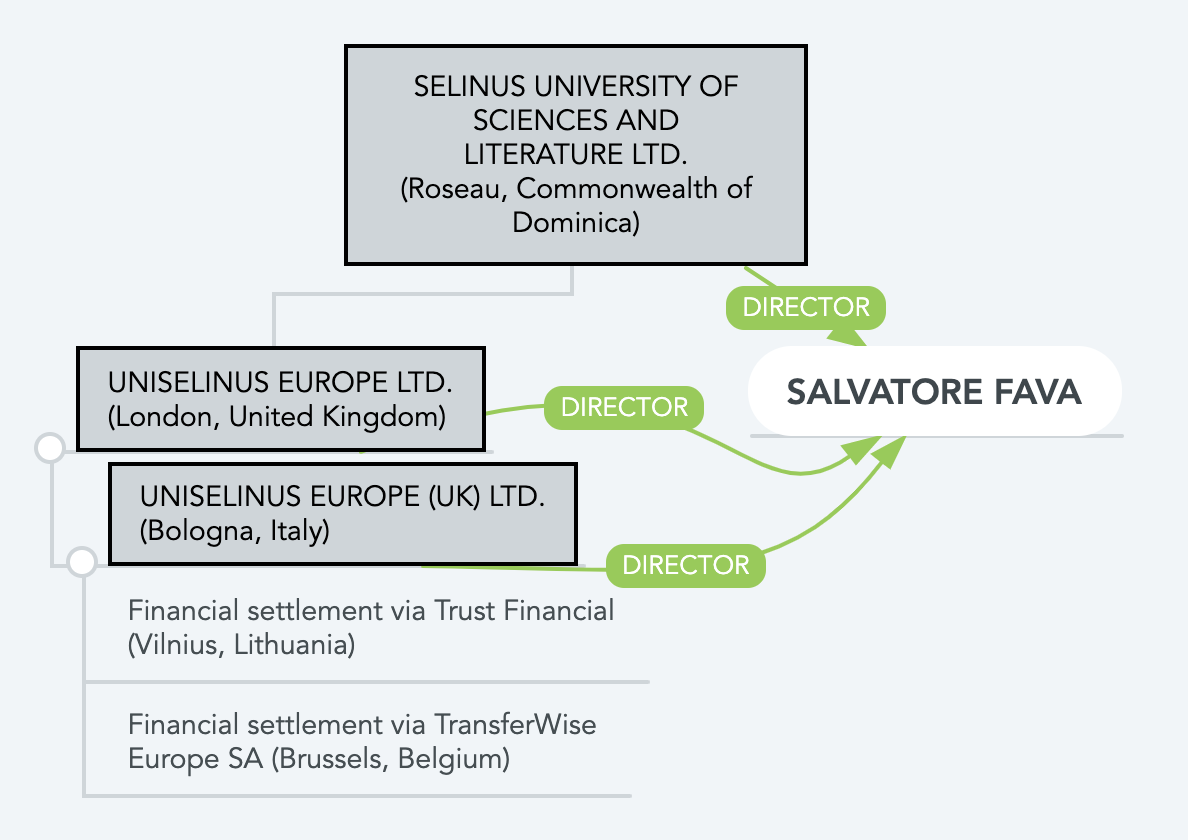
Übersicht über die Organisationsstruktur von Selinus auf Grundlage öffentlich einsehbarer Registerdaten und eigenen Aussagen der Institution (2021)

Geführt wird das Unternehmen von dem italienischen Kleinverleger Salvatore Fava, welcher selbst ausschließlich über „akademische“ Titel seiner selbst gegründeten Selinus University oder anderer internationaler Titelmühlen verfügt.
Obwohl die Selinus University of Science and Literature Ltd. in Dominica in den Kleinen Antillen in der östlichen Karibik registriert ist, handelt es sich beim dortigen Firmensitz lediglich um eine Briefkastenfirma. Das operative Geschäft und der Verkauf von Kursen zur Selbstzertifizierung und akademischen Titeln werden über die europäische Niederlassung in Form der weiteren britischen Briefkastenfirma Uniselinus Europe Ltd. von Bologna in Italien aus gesteuert, wobei die Zahlung der „Studiengebühren“ (im Falle des „Doktorats“ in Höhe von insgesamt 2275 Euro) ausschließlich über Bankverbindungen in Litauen und Belgien administriert wird.

### Pseudo-Abschlüsse
Keiner der von der Selinus University vergebenen Abschlüsse ist aufgrund der fehlenden Anerkennung im Herkunftsland sowie der fehlenden Hochschuleigenschaft ein akademischer Grad.
Die Einrichtung verleiht unter anderem folgende Bezeichnungen:
- Diploma Specialist & Expert (sämtliche Fachrichtungen; hierfür müssen zwischen 200 und 300 Stunden Onlineunterricht absolviert werden)[10]
- Bachelor Degrees (sämtliche Fachrichtungen; hierfür müssen angeblich 6000 Stunden Workload absolviert werden; Preis: 8400,00 Euro)[11]
- Master Degrees (sämtliche Fachrichtungen; hierfür müssen angeblich 2000 Stunden Workload absolviert werden; Preis: 2800,00 Euro)[12]
- Doktoratsprogramme (sämtliche Fachrichtungen; 2757,00 Euro)
- Ehrendoktorat (für nachweisliches soziales Engagement; Direkter Kauf nach Einreichung eines Lebenslaufs; Keine Preisangabe)[13]

Nachdem allerdings 70 % der Lehrgangsdauer bei den Bachelor- und Masterprogrammen durch berufliche Erfahrung (Bewerber müssen mindestens 30 Jahre alt sein) abgedeckt wird, ist der tatsächliche Aufwand zur Erlangung der Titel nur marginal.
In Deutschland stellt der bloße Erwerb der jeweiligen Abschlüsse keinen Straftatbestand dar. Sobald die akademischen Grade allerdings in der Öffentlichkeit oder im Geschäftsverkehr geführt werden, macht sich der Träger des Missbrauchs von Titeln (§ 132a StGB) strafbar.